# شيريدان لي فانيو
كان جوزيف توماس شيريدان لي فانيو (28 أغسطس 1814- 7 فبراير 1873) كاتبًا أيرلندا للحكايات القوطية وروايات الغموض وخيال الرعب. كان رائدًا في كتابة قصص الأشباح في زمانه، ومحوريًا في تطور هذا النوع الأدبي في العصر الفيكتوري. وصف إم. آر. جيمس لي فانيو بأنه «كاتب قصص أشباح من الصف الأول بلا شك». أشهر ثلاثة أعمال في مسيرته هي لغز الغرفة المغلقة العم سيلاس، ونوفيلا مصاصة الدماء مثلية الجنس كارميلا، والرواية التاريخية المنزل المجاور لفناء الكنيسة.

## نشأته
وُلد شيريدان لي فانيو في 45 شارع لور دومينيك بدبلن لعائلة هوغونوتية محبة للأدب من أصل أيرلندي وإنجليزي. كانت له أخت أكبر منه اسمها كاثرين فرانسيس وأخ أصغر هو ويليام ريتشارد. كان والداه توماس فيليب لي فانيو وإيما لوكريشيا دوبين. كان كل من جدته أليشا شيريدان لي فانيو وعم أمه ريتشارد برينسلي شيريدان كاتبين مسرحيين (وصارت ابنة أخته روائية ناجحة لاحقًا)، وكانت أمه كاتبة أيضًا، وأنتجت سيرة لتشارلز أوربن. في خلال عام من ولادته انتقلت عائلته إلى مدرسة رويال هيبرنيان العسكرية في فينكس بارك، حيث عُين والده، وهو من رجال كنيسة أيرلندا، قسًا للمؤسسة. ظهرت فينكس بارك والقرية المجاورة تشابليزود وكنيستها الأبرشية في قصص لي فانيو اللاحقة.
انتقلت العائلة في 1826 إلى أبينغتون بمقاطعة ليميريك، حيث تولى توماس والد لي فانيو ثاني توكيلاته الكنسية في أيرلندا. ورغم أنه كان له معلم قال عنه أخوه ويليام إنه لم يعلمهما شيئًا وطُرد في آخر الأمر طردًا مهينًا، استفاد لي فانيو من مكتبة والده ليعلم نفسه. بحلول الخامسة عشرة من عمر جوزيف، كان يكتب شعرًا يلقيه على أمه وأخوته لكنه لم يلقه على والده قط. كان والده رجل دين بروتستانتي صارم ونشّأ عائلته على الطريقة الكالفينية تقريبًا.
في عام 1832، أثرت اضطرابات حرب العشور (1831- 1836) على المنطقة. كان ثمة نحو ستة آلاف كاثوليكي في أبرشية أبينغتون وبضع عشرات فقط من أعضاء كنيسة أيرلندا. (في ظل الأحوال الجوية السيئة، كان الدياكون يلغي قداس الأحد لأنه لن يحضره إلا قلة قليلة من أبناء الرعية). لكن الحكومة ألزمت جميع المزارعين، بما فيهم الكاثوليكيون، أن يدفعوا العشور لصيانة الكنيسة البروتستانتية. في العام التالي، عادت العائلة مؤقتًا إلى دبلن، جادة ويليامزتاون في الضاحية الجنوبية، حيث كان مقررًا أن يعمل توماس بتفويض من الحكومة.

## حياته اللاحقة
على الرغم من أن توماس لي فانيو حاول العيش كما لو أنه ميسور الحال، كانت العائلة تعاني صعوبات مالية مستمرة. تولى توماس منصب القس في جنوب أيرلندا من أجل المال، ذلك أنه كان يقدم معيشة جيدة من خلال العشور. لكن من عام 1830، ونتيجة للامتعاض من العشور، بدأ هذا الدخل بالانخفاض وتوقف تمامًا بعد عامين. في 1838، وضعت الحكومة خطة لدفع مبالغ ثابتة للقسوس، ولكن في الفترة الانتقالية، لم يكن لدى الدياكون إلا إيجار بعض العقارات الصغيرة التي ورثها. في عام 1833، استدان توماس 100 جنيه استرليني من نسيبه النقيب دوبينز (والذي دخل نفسه سجن المدينين بعد بضع سنوات) ليزور أخته المحتضرة في باث، والتي كانت كذلك غارقة في الديون بسبب فواتيرها الطبية. عند وفاة توماس، لم يكن عنده شيء تقريبًا يتركه لأبنائه، واضطرت العائلة إلى بيع مكتبته لسداد بعض من ديونه. وذهبت أرملته لتقيم مع ابنه الأصغر ويليام.
درس شيريدان لي فانيو القانون في كلية الثالوث بدبلن، حيث انتُخب مدققًا للجمعية التاريخية للكلية. بموجب نظام خاص بأيرلندا، لم يكن مضطرًا للعيش في دبلن لحضور المحاضرات، ولكن كان بإمكانه الدراسة في المنزل والتقدم للامتحانات في الجامعة عند الضرورة. استُدعي إلى نقابة المحامين في عام 1839، لكنه لم يمارس المهنة قط وسرعان ما تخلى عن القانون من أجل الصحافة. بدأ في 1838 بمالشاركة بقصص في مجلة دبلن الجامعية، بما في ذلك قصته الشبحية الأولى وعنوانها «الشبح والمُجبِّر» (1838). صار مالك صحف عدة من عام 1840، بما فيها دبلن إيفنينغ ميل وذا واردر.
في 18 ديسمبر 1844، تزوج لي فانيو من سوزانا بينيت، ابنة محامٍ بارز في دبلن هو جورج بينيت، وحفيدة جون بينيت، الذي كان قاضيًا في محكمة مقعد الملك. كان النائب المستقبلي في اتحاد الحكم الذاتي آيزاك بوت شاهدًا. سافر الزوجان بعد ذلك إلى موطن العائلة في أبينغتون لقضاء عيد الميلاد. سكنا منزلًا في وارينغتون بليس قرب غراند كانال في دبلن. وُلدت طفلتهما الأولى إليانور في 1845، وتبعتها إيما في 1846 وتوماس في 1847 وجورج في 1854.
في 1847، دعم لي فانيو جون ميتشيل وتوماس فرانسيس ميغير في حملتهما ضد لامبالاة الحكومة إزاء مجاعة أيرلندا الكبرى. تضمن المشاركون الآخرون في الحملة سامويل فيرغسون وآيزاك بوت. كتب بوت تحليلًا من أربعين صفحة للكارثة الوطنية في مجلة دبلن الجامعية في 1847. كلفه دعمه ترشيح حزب المحافظين بصفة نائب عن مقاطعة كارلو في 1852.
في 1856 انتقلت العائلة إلى وارينغتون بليس إلى منزل والدي سوزانا في 18 ميريون سكوير (وصار لاحقًا الرقم 70، مكتب مجلس الفنون الأيرلندي). تقاعد والداها ليعيشا في إنجلترا. لم يملك لي فانيو المنزل قط، لكنه استأجره من أخ زوجته مقابل 22 جنيه استرليني في العام، ما يعادل 85.600 جنيه استرليني في 2023 (والتي لم يستطع دفعها بالكامل).
صارت حياته الشخصية أيضًا صعبة في هذا الوقت، ذلك أن زوجته كانت تعاني أعراضًا عصبية متزايدة. تعرضت لأزمة إيمان وحضرت عدة قداسات في كنيسة سانت ستيفن القريبة. ناقشت الدين أيضًا مع ويليام، الأخ الأصغر للي فانيو، نظرًا إلى أن لي فانيو توقف عن حضور القداسات كما يبدو. عانت من القلق بعد وفاة العديد من أقاربها، بما في ذلك والدها قبل عامين، الأمر الذي ربما أدى إلى مشاكل زوجية.